# Канпурский метрополитен
Канпурский метрополитен (хинди कानपुर मेट्रो, англ. Kanpur Metro) — действующий метрополитен в индийском городе Канпур, штат Уттар-Прадеш. 

## История
28 февраля 2019 года правительство Индии одобрило проект и выделило больше 110 миллионов рупий на строительство первого участка, с требованием уложиться в пятилетний срок. Европейский инвестиционный банк предложил займ 650 миллионов евро на строительство первого участка метро.

## Строительство
Начато в 2019 году. 

## Линии
- 1 линия — первый эстакадный участок (длина 8,7 км, 9 станций) открыт 28 декабря 2021 года премьер-министром штата.
- 2 линия — строится.